# Jatimekar (Situraja)
Jatimekar is een bestuurslaag in het regentschap Sumedang van de provincie West-Java, Indonesië. Jatimekar telt 2663 inwoners (volkstelling 2010).